# Hypnale hypnale
Espèce
Synonymes
- Cophias hypnale Merrem, 1820
- Ancistrodon millardi Wall, 1908
- Ancistrodon hypnale (Merrem, 1820)

Hypnale hypnale est une espèce de serpents de la famille des Viperidae.

## Galerie

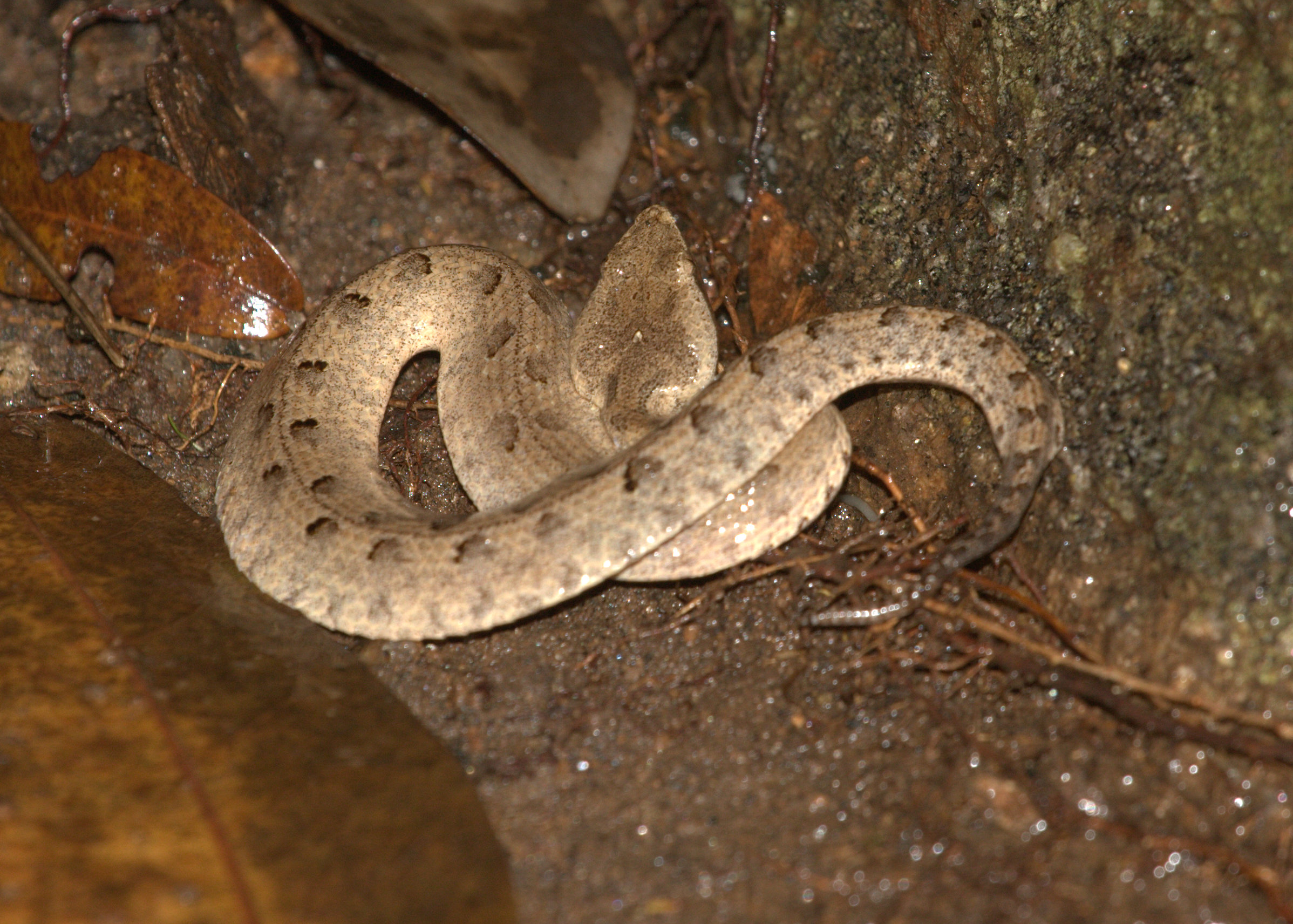
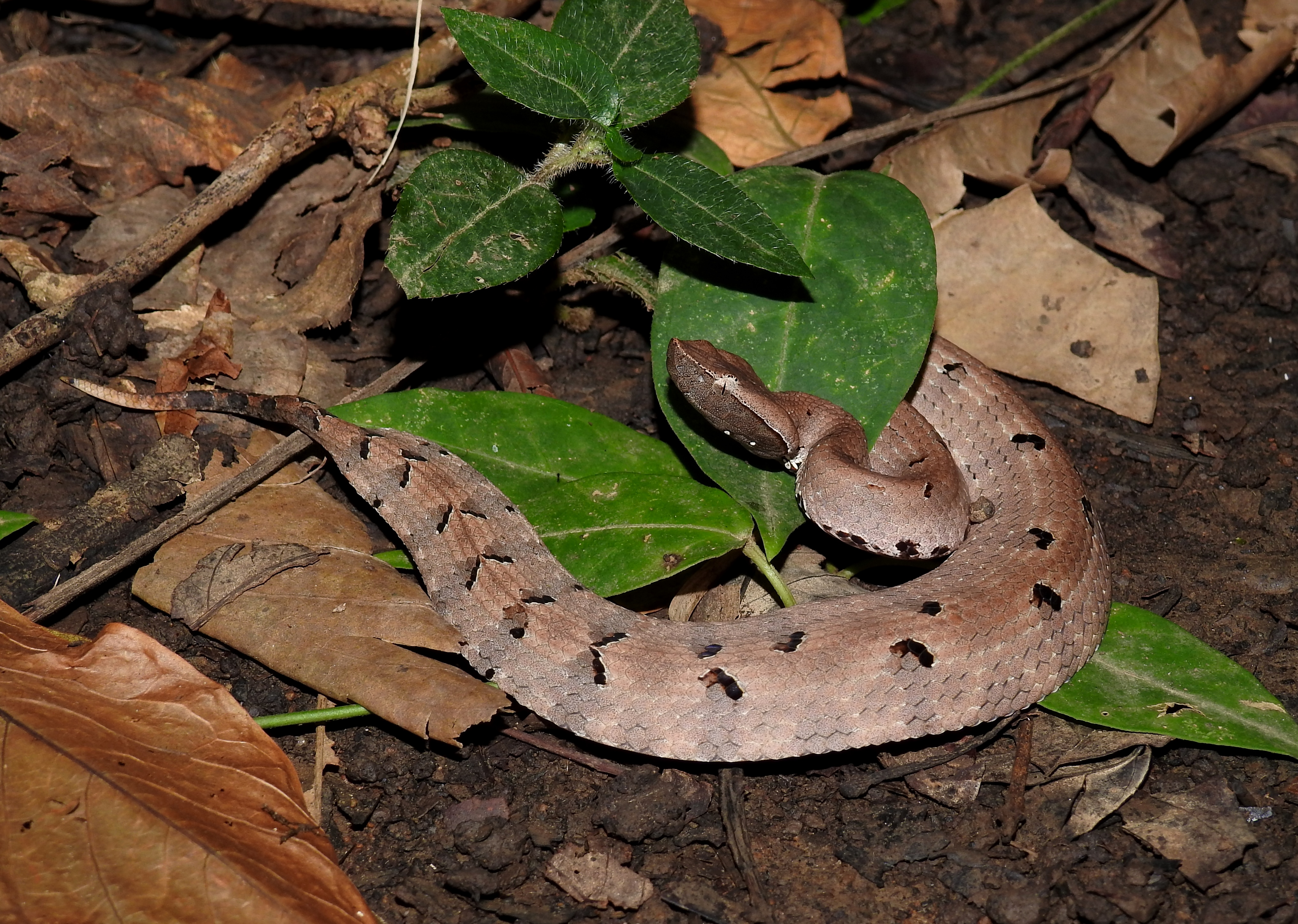
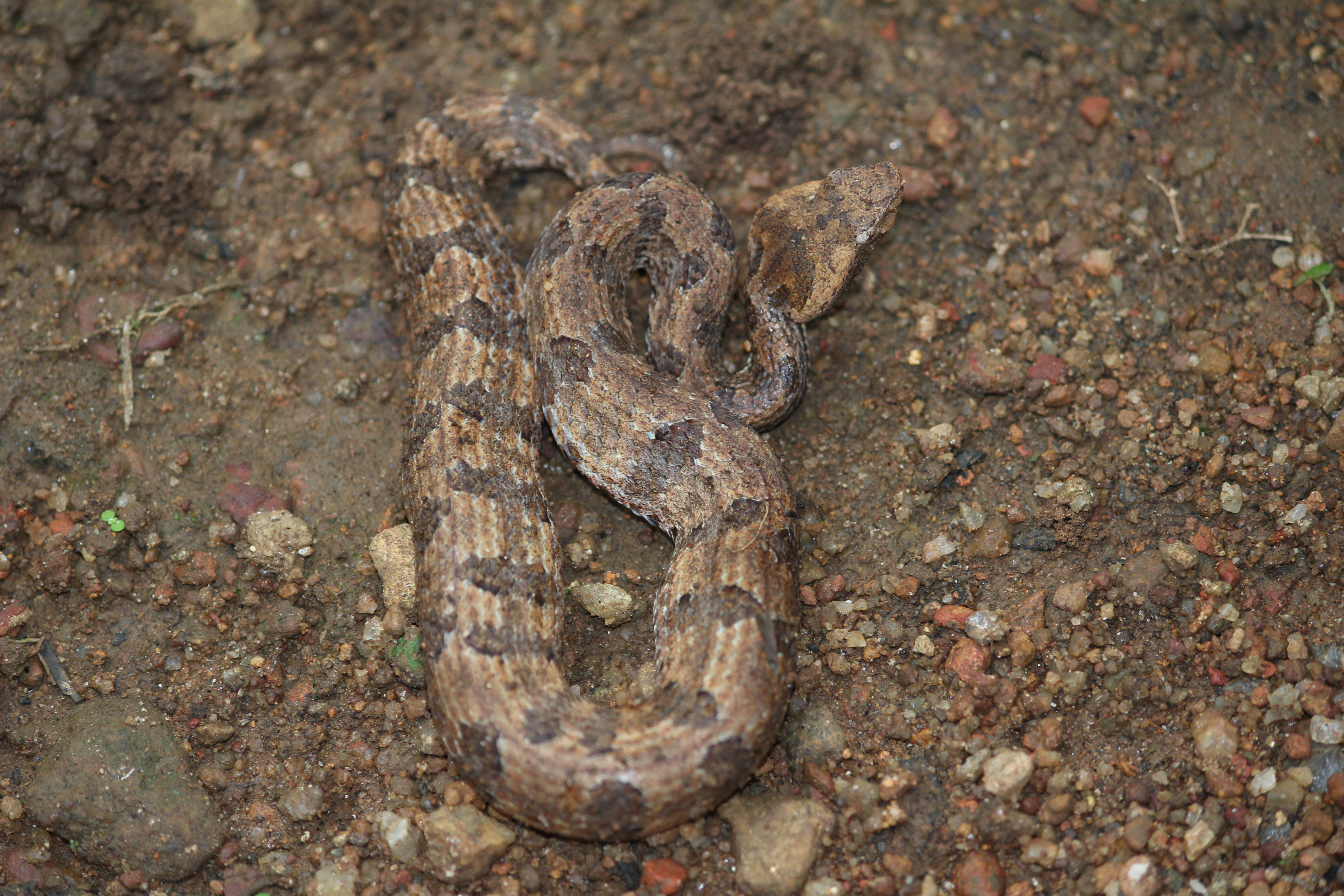
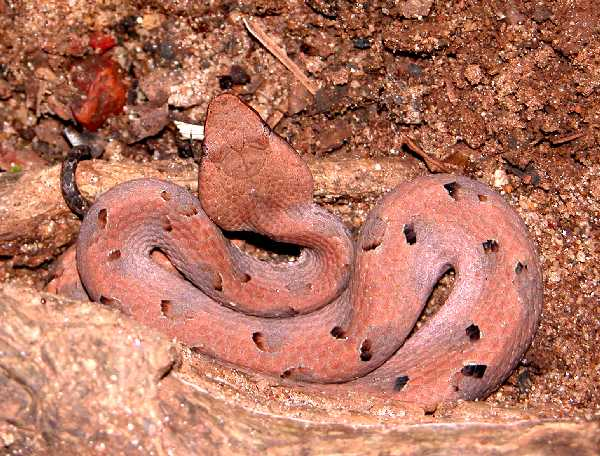
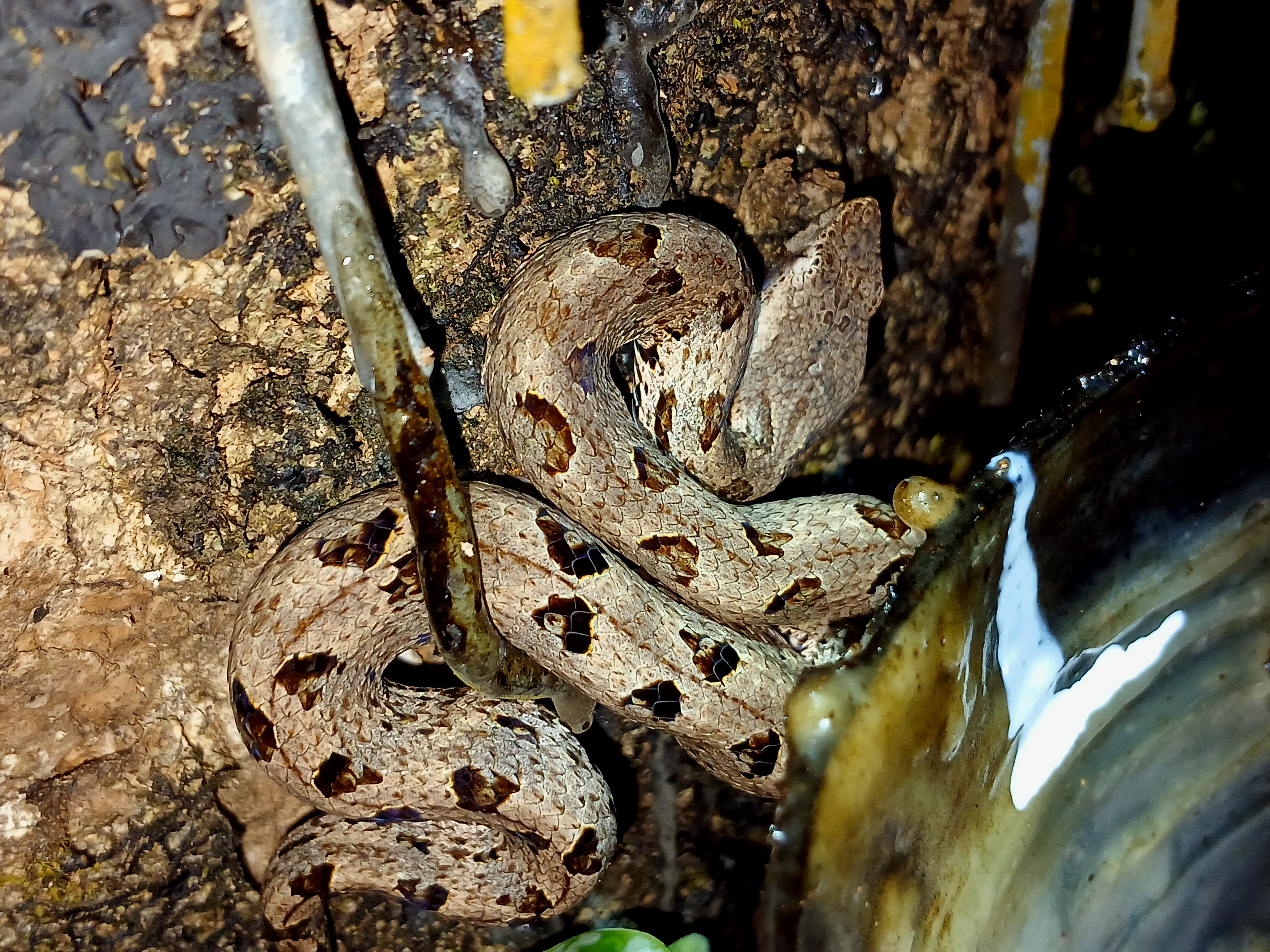
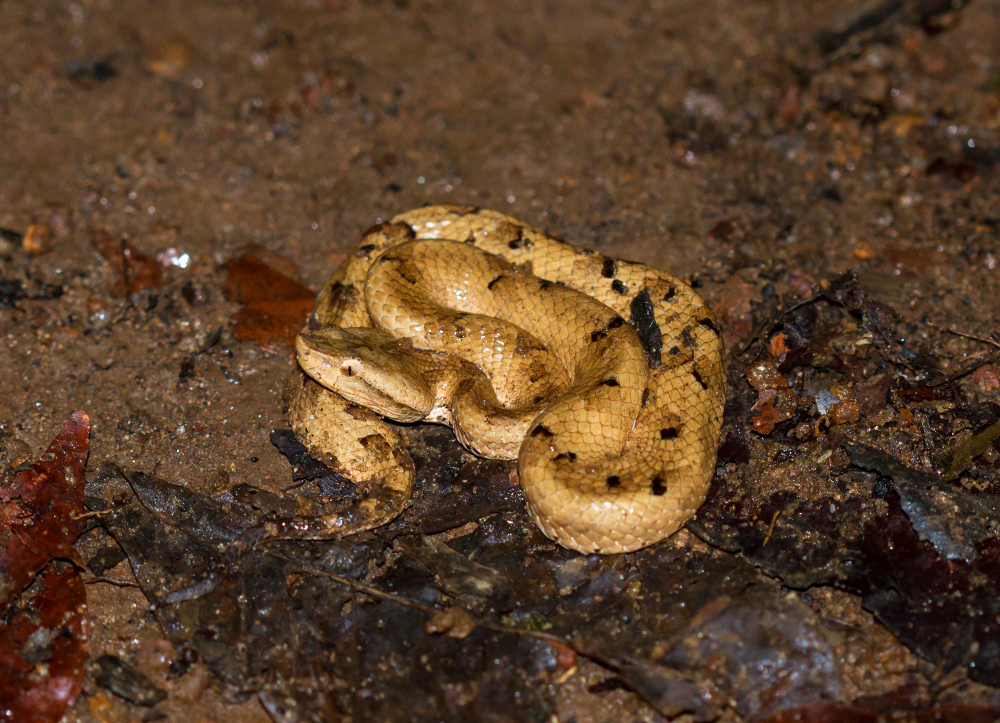

## Répartition
Cette espèce se rencontre :
- au Sri Lanka ;
- en Inde dans l’État du Karnataka.

## Description
C'est un serpent venimeux.

## Publication originale
- Merrem, 1820 : Versuch eines Systems der Amphibien I (Tentamen Systematis Amphibiorum). J. C. Krieger, Marburg, p. 1-191 (texte intégral).